# Metropolia Puducherry i Cuddalore
Metropolia Pondicherry i Cuddalore – jedna z 24 metropolii kościoła rzymskokatolickiego w Indiach. Została erygowana 1 września 1886.

## Diecezja
- Archidiecezja Puducherry i Cuddalore
  - Diecezja Dharmapuri
  - Diecezja Kumbakonam
  - Diecezja Salem
  - Diecezja Tanjore

## Metropolici

### Metropolici Pondicherry
- François-Jean Laouënan (1886-1892)
- Joseph-Adolphe Gandy (1892-1909)
- Elie-Jean-Joseph Morel (1909-1929)

### Metropolici Pondicherry i Cuddalore
- Auguste-Siméon Colas (1930-1955)
- Ambrose Rayappan (1955-1973)
- Venmani S. Selvanather (1973-1992)
- Savarinathan Michael Augustine (1992-2004)
- Antony Anandarayar (2004–2021)